# エスビット

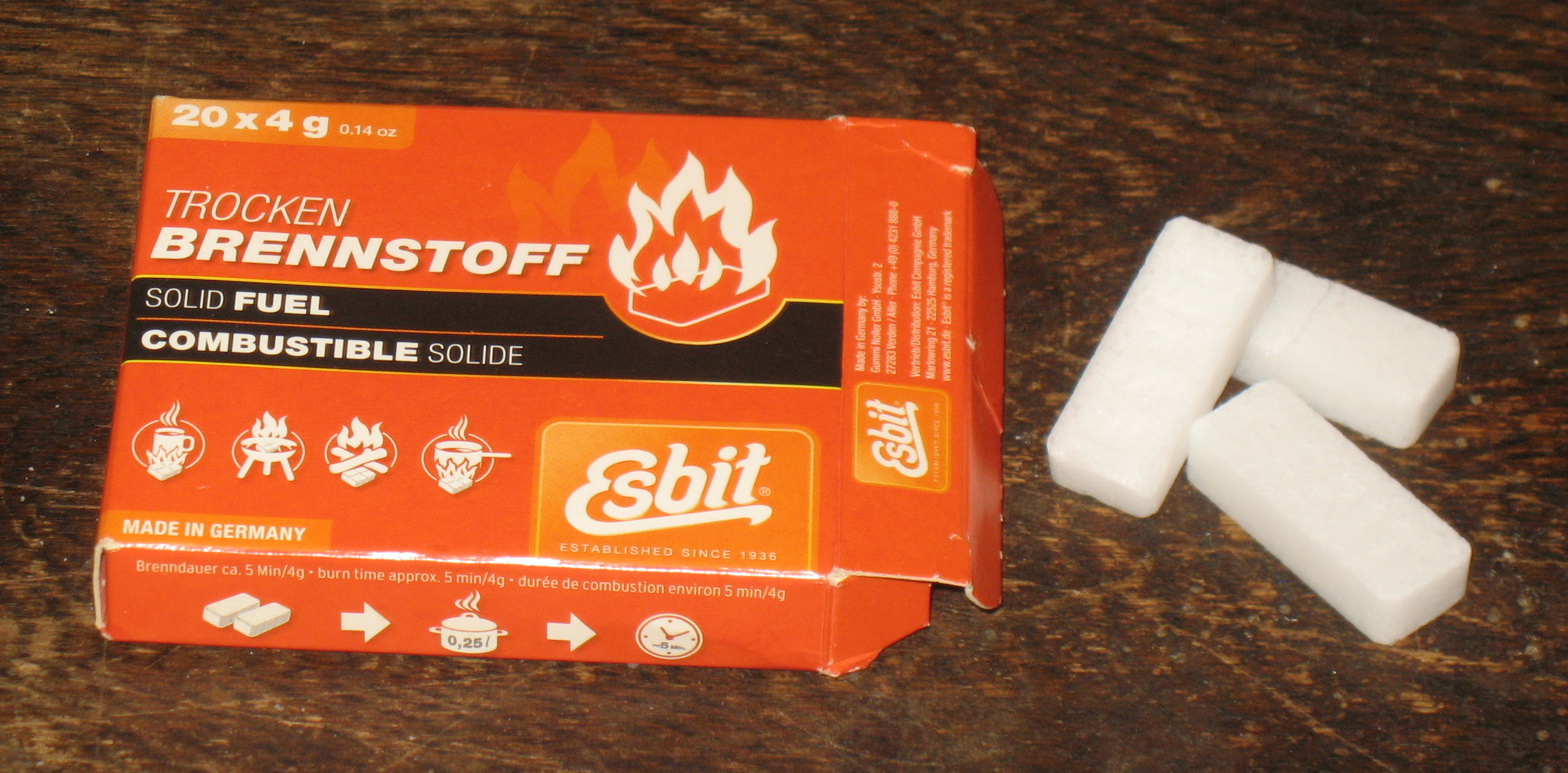
エスビットのパッケージと本体

エスビット（Esbit ）とは "Erich Schumms Brennstoff in Tablettenform" （錠剤の形をした、エーリヒ・シュムの燃料）の頭文字で、ヘキサミン（ヘキサメチレンテトラミン）を角型に成形した固形燃料である。
商標であるが普通名称化しており、“エスビット”の語はヘキサミンを用いていない他の白色で四角い固形燃料も指すことがあるため、注意が必要である。

## 概要
原材料はヘキサミン（ヘキサメチレンテトラミン）で、これを立方体またはブロック状に押し固めて作られる。発熱量は約31,300 kJ / kgである。
主にキャンプ等の屋外料理用に使われるが、模型の蒸気機関車の燃料にも使われる。
なお、エスビットについて「アルコールを固形化したもの」という説明がなされていることがあるが、燃料用アルコール類を固形物に吸収させたものである「固形アルコール」とは成分も異なり、全く別のものである。

## 歴史
エスビットは1936年にドイツ南西部のシュヴァーベンの製造者であるエーリヒ・シュムによって発明および命名された。1933年、シュムはシュトゥットガルトに自身の名を冠した会社（シュム社）を設立し、“エスビット”をそのままブランド名として固形燃料とその関連製品の製造販売を始めた。
販売初期には注意書きの不足と不用意な使用による事故が多発したが、シュム社は改良と安全告知の徹底に務め、ナチス政権による再軍備（ドイツ再軍備宣言）によって拡大された軍への大量受注に成功したことから、同社と“エスビット”はドイツにおける固形燃料の市場を制覇し、ドイツの他にも70ヶ国に輸出され、固形燃料の代名詞となるほどに普及した。シュム社は戦争によって大きな被害を受け、また、軍需企業であったことと、戦時中の生産に強制収容所の収容者を強制従事させていたことから、1945年のドイツ敗戦後には社主のシュムと共にその責任を問われたが、シュムは自身への“ナチス協力者”の嫌疑を回避すると、連合国占領軍への協力企業としてシュム社の再建に務め、1947年にはエスビットとその関連製品の製造販売も再開された。
以後、エスビットは同社の主要製品として、20世紀を通じて、また21世紀に至っても固形燃料の代表的な製品として製造・販売されている。

## 使用と保管
マッチ1本で着火し、そこそこの火力がある。条件にもよるが、コップ1杯程度なら1個の燃料で充分沸かせる。また2-3個の燃料にまとめて点火すれば火力が上がるので、小型の鍋に入ったスープなどを簡単に温められる。
燃焼の際に少量のシアン化水素を発生するので、エスビットは屋外でのみ使われるべきで、閉鎖空間で使ってはならない。適切に通風・換気された環境下であれば、周囲の空気中のシアン化物の濃度は通常は身体に深刻な危害をもたらす程には上がらない。
個々のエスビットは角砂糖またはブドウ糖の錠剤に似ているので、食品とは別にし、子供の手の届かない場所で保管することが強く勧められる。またエスビットは吸湿性があり、燃料タブレット自体にも独特の臭いがあるため乾燥した密閉容器で保管する必要がある。多湿の環境では容器にシリカゲルを入れると良い。湿気を吸った場合は着火性能・燃焼性能が若干低下するが、利用にさほど影響は無い。

## ポケットストーブ

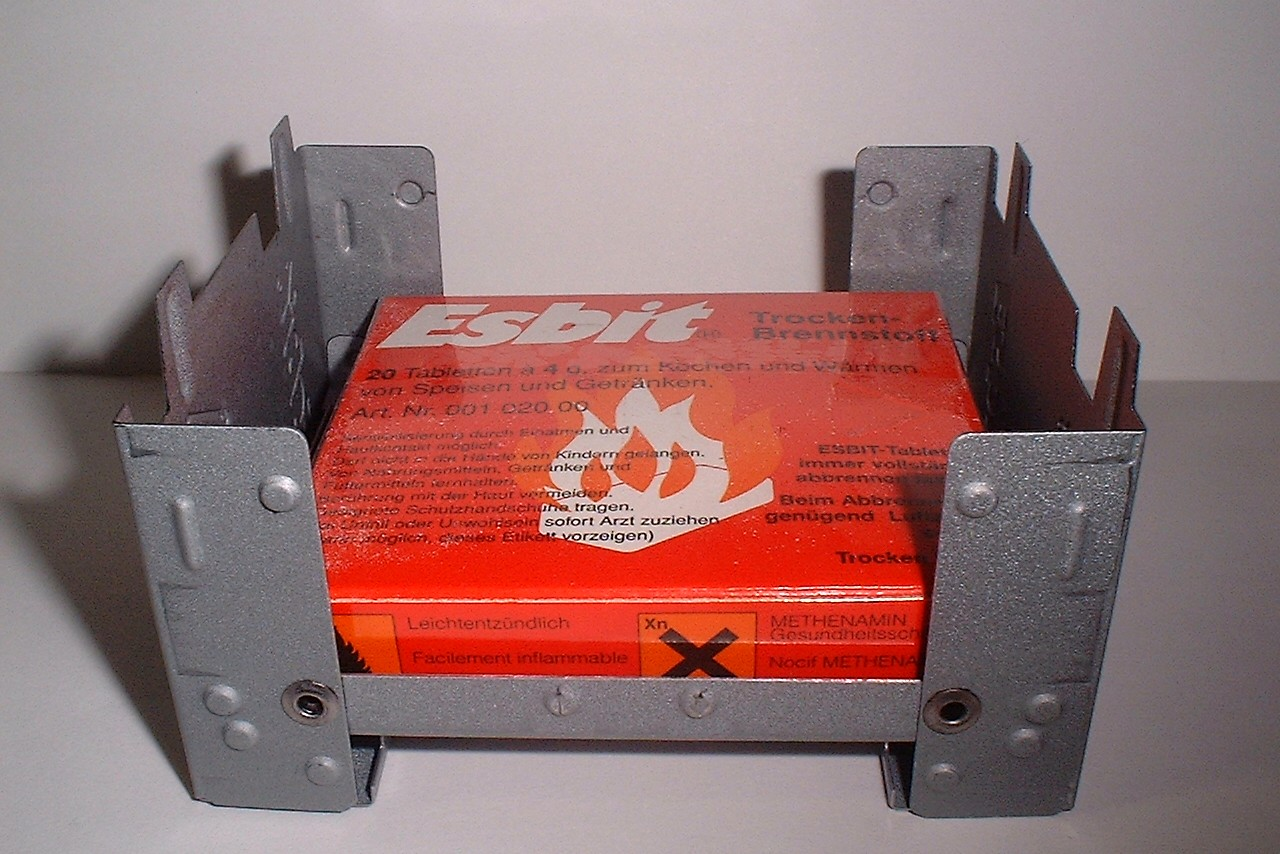
開いたエスビット用ポケットストーブ。内部にエスビットのパッケージが収められている

製造メーカーは標準パッケージとして、折りたたんだ状態で20個のエスビットを収めることができる、電解亜鉛メッキ鋼板製のポケットストーブを提供している。標準的なエスビットのパッケージには2種類のサイズが存在し、ポケットストーブもそれぞれの燃料タブレットがぴったり収まるサイズで設計されている。
日本その他では燃料タブレットパッケージとポケットストーブのサイズに応じて3種類のものがラインナップされている
。
使用にあたっては開いて中にエスビットを置き、開くと五徳の役目を果たす部分に飯盒やコッヘル、あるいは大きめのカップを載せてエスビットを着火して用いる。五徳部分は角度を可変させて斜めにすることもでき、乗せる飯盒その他の大きさに合わせて調節する事ができる。また、開いた状態では風防になる。しかし、効率よく使用するには設置方向を工夫するか、ストーブの周囲を石や金属板で囲って風を防ぐことが重要である。
このポケットストーブは英語では"Hexamine stove"（英語）("hexi-stove" とも)と呼ばれ、折り畳めば非常に軽くてかさばらないため、登山者やキャンパーにも広く使われている。少量の物を加熱するための「最後の手段」の用途としてバックアップ用に携行する人もいる。上述の折り畳める四角形のタイプの他、タブレットを乗せる皿状の部分に折畳式の脚（五徳兼用）がついているものや、皿状の部分を中心として組み合わせると三角形になる風防／五徳兼用の金属板で囲むタイプなどもある。
第2次世界大戦中にはナチスドイツ軍に広く使われ、戦後も軍用としてドイツ連邦軍とオーストリア連邦軍では主食のレーションを温めるために使用されており、"Esbit-Kocher"（エスビット・コッハー、エスビット調理器の意）の公式名がある。フランス軍では使い捨ての簡易ストーブとして曲げるだけでエスビットを乗せられるように加工された金属の板がレーションのパッケージに含まれている。

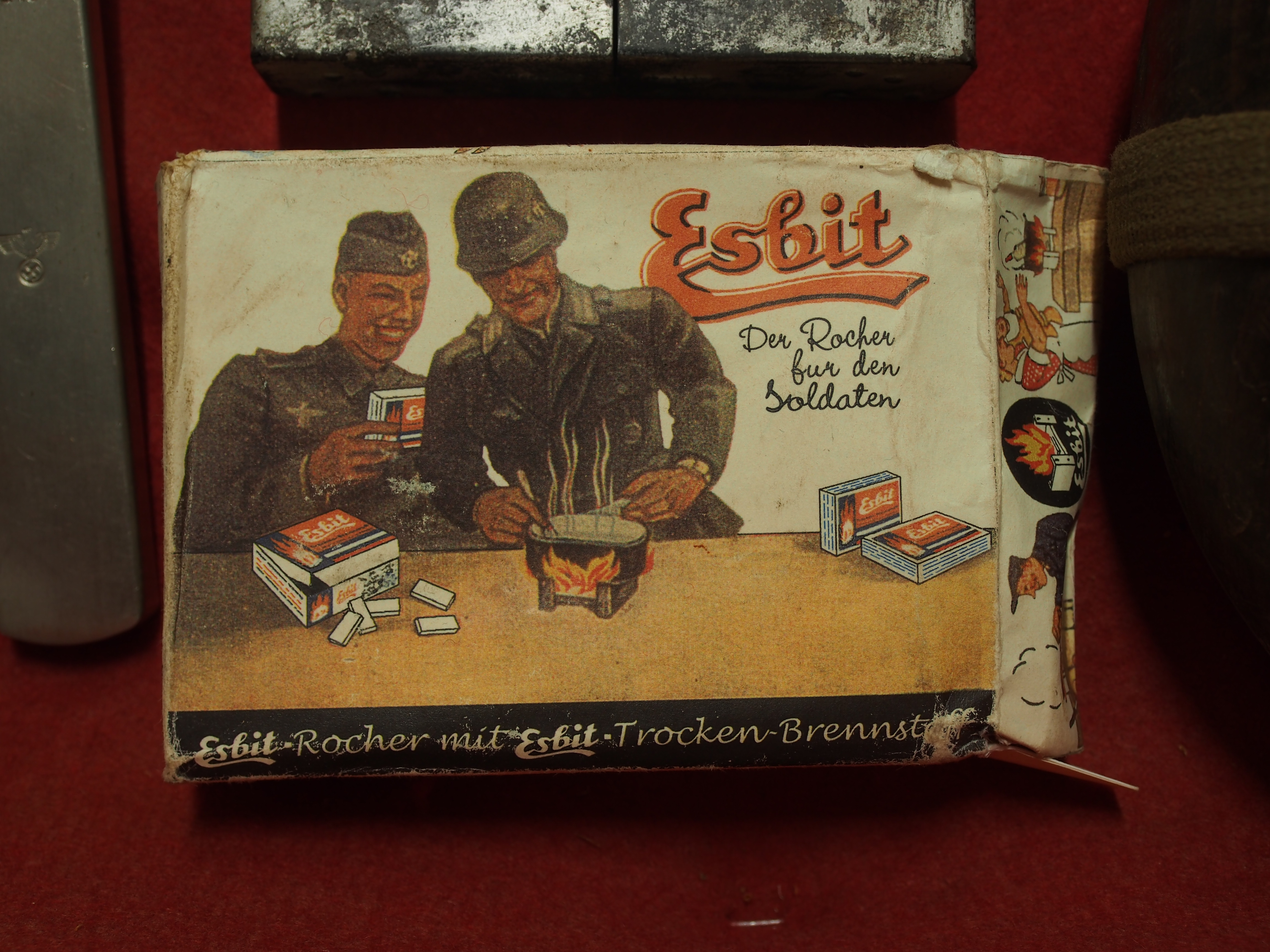
第2次世界大戦時にドイツで用いられていたエスビットのパッケージ。ロゴの下には「兵士のための調理器」と銘打たれている。
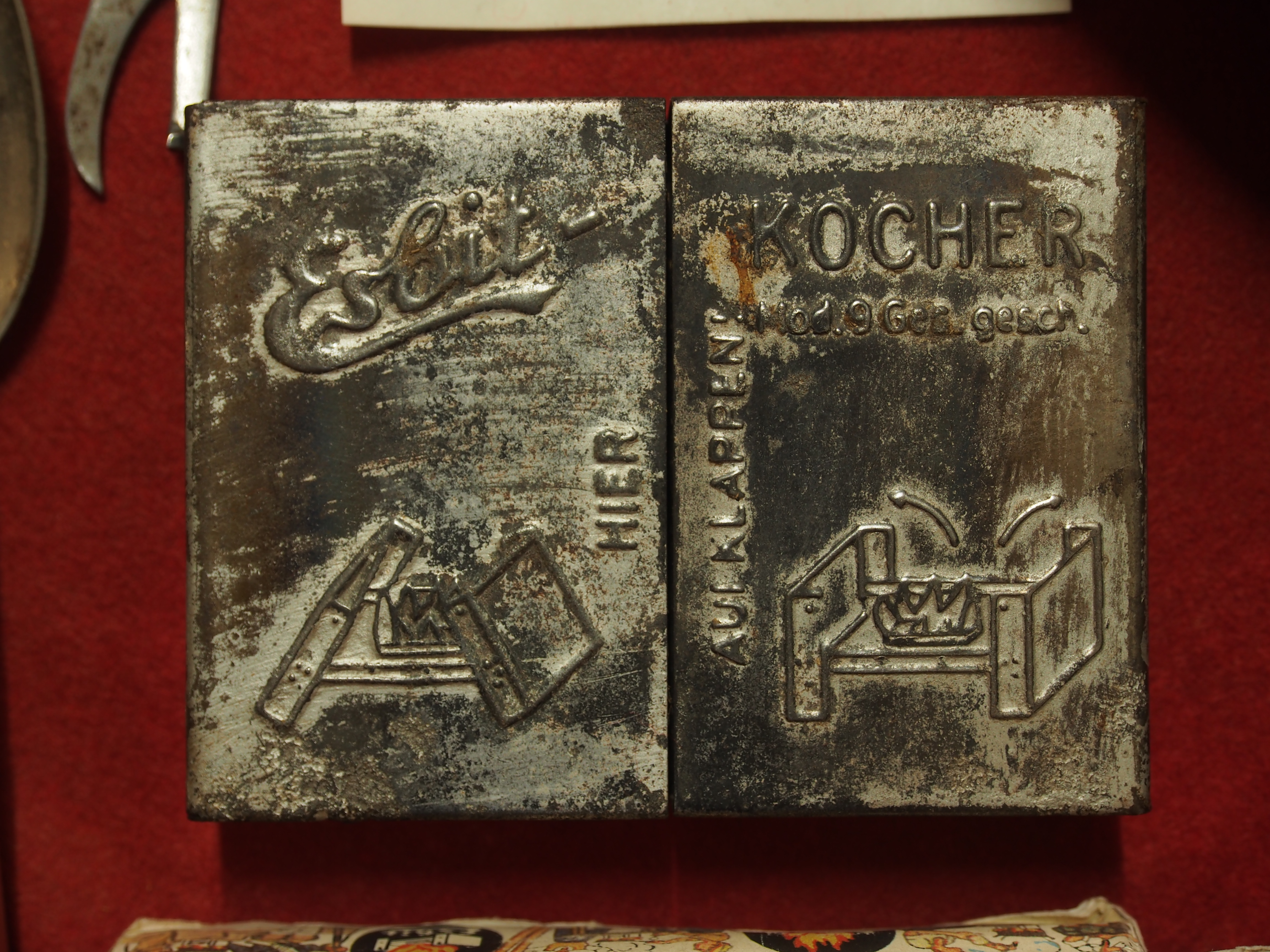
閉じて携行状態とした"Esbit-Kocher"。使用方法が表面にエンボス加工されている。
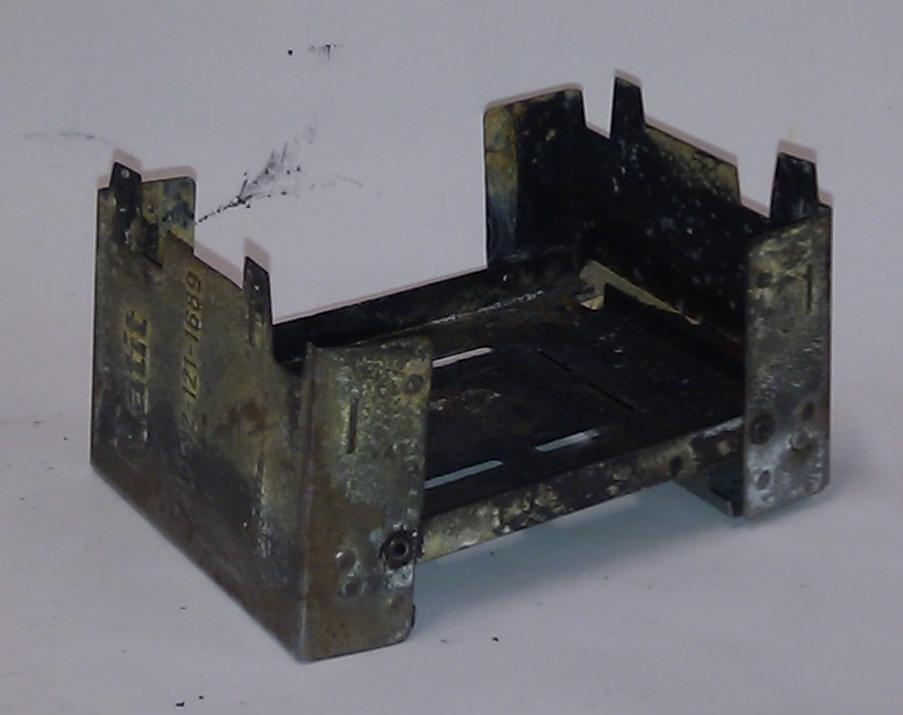
開いて使用状態とした"Esbit-Kocher"。

なお、この折畳式ポケットストーブ、特にEsbit-Kocherのみを指して単に“エスビット”と呼称／表記されている例があり、燃料であるエスビットとストーブ本体が混同されているケースが見受けられる。しかし、“エスビット”とはあくまで固形燃料の名称であり、ストーブのみを指して“エスビット”と呼ぶことは誤りである。

## 類似の固形燃料
- トリオキサン（1,3,5-トリオキサン、メタホルムアルデヒド）はヘキサミンと並んで多く用いられている軍用固形燃料の原材料で、アメリカ軍においても大量に用いられており、払い下げ品が民間にも大量に流通している[3]。トリオキサンは同重量あたりの潜在熱量がヘキサミンの約半分しかないが、燃焼炎が小さく発生する光量も少ないため、野戦での使用には適している[3]。

なお、メタホルムアルデヒドは生物にとって有害であり、燃焼させると有害なホルムアルデヒドガスを発生させる。そのため、トリオキサンを屋内や閉鎖環境で燃焼させてはならない。また、燃焼させていないトリオキサンであっても、素手で触れることは有害であり、トリオキサンを扱った後に手指を洗浄しないまま食物や口腔・鼻腔内、また粘膜や傷口に触れてはならない。
- “クライムコンロ”は日本ではパール金属株式会社が扱っている固形燃料およびポケットストーブで[注 6]、燃料の主成分はエスビットと同じくヘキサミンである[5]。また、専用のポケットストーブはエスビット用のものに形状および使用方法が類似している。
- “スイスメタ”はスイスのロンザ社が "META" の商品名で販売するメタアルデヒドで、ナメクジやカタツムリの駆除に使われるが、キャンプの固形燃料としても使用される。世界保健機関(WHO)はメタアルデヒドを「中程度に危険性がある」と分類している[3]。
- スターノ（英語版）は変性アルコールと水とゲルから成る携行燃料[6][7]を缶に入れたものを製造している。"Single Burner Folding Stove"という、燃料缶を丸ごと入れて使うアルミの折りたたみ式ストーブもある。
- ニイタカは卓上固形燃料を製造している[8]。
- 株式会社ニチネンは固形燃料や保温用燃料を製造している。同社の主力製品の原料は「メタノール、アルコールの一種」となっている[9]。